# Ekstermolen
De Ekstermolen of Molen van Blanden is een voormalige windmolen in Blanden in de gemeente Oud-Heverlee in de Belgische provincie Vlaams-Brabant. De stenen stellingmolen staat ten noordwesten van het dorp aan de Brainestraat en alleen de torenromp resteert nog. De molen werd gebruikt als korenmolen en was een kettingkruier.

## Geschiedenis
In 1846 werd de molen gebouwd.
In 1920 werd de molen onttakeld.
Vanaf 1937 werd de molen gebruikt als jeugdherberg en nog later is ze ingericht als woning.
- Inventaris van het Bouwkundig Erfgoed (Vlaanderen): 42677